# サンクトペテルブルク国立経済・財務大学

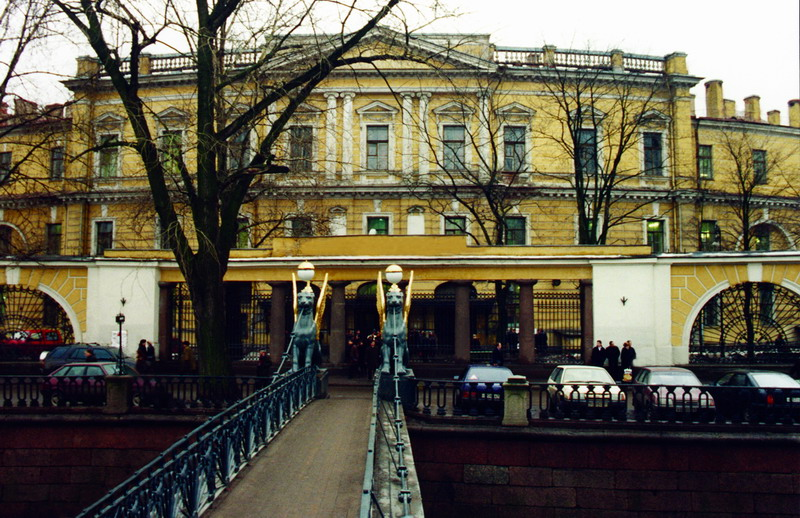
大学本部の入り口（「銀行橋」から見る）

サンクトペテルブルク経済・財務大学（ロシア語: Санкт-Петербургский государственный университет экономики и финансов、愛称：ロシア語: Финэк＝フィネーク）は、ロシア、サンクトペテルブルクにあった、経済・財務関係の大学である。1930年の創立に遡る大学で、様々な政府首脳関係者を輩出してきた。

## 短史
1930年6月、レニングラード工科学校の経済学部を中心にレニングラード経済・財務学院が創立し、同年9月から初めての学生が入学している。この学院は1934年にモスクワ経済・財務学院と合併したり、1940年にはレニングラードの他の学校とも合併したりした。
第二次大戦中にはソビエト連邦内のスタヴロポリ地方へ、その後ウズベク共和国のタシュケントへ疎開を余儀なくされた。戦後の1954年にはレニングラード計画学院を合併し、1963年には経済学者のニコライ・ヴォズネセンスキーの名称を冠することとなった。
1991年、レニングラード経済・財務学院はサンクトペテルブルク経済・財務大学と改称された。ソ連以降の時代になって一貫して、この大学はロシア教育・科学省の評価でも、ロシアで指導的な教育機関とされてきた。

## 学部
2012年現在で、13,000の学生（院生も含む）が11学部、40専門に分かれて学んでいる。

## 認可銀行

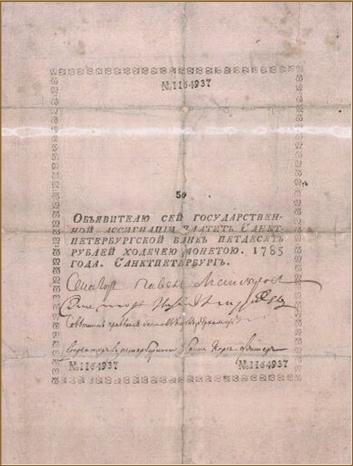
認可銀行券：50ルーブル

大学本部はサンクトペテルブルクの中心部、ネフスキー大通りからサドヴォエ通りに入ったところにあり、ここの建物は1769年にエカテリーナ2世の治世に「認可銀行」(Assignation Bank)が置かれ、この銀行はロシアで初めての25、50、 75、100ルーブルの「認可銀行券」（Assignation rubles、右の写真）を発行している。このため、グリボエードフ運河を渡って大学に入る裏口の橋（人道）は「銀行橋」（右上の写真）と呼ばれている。また、1799～1805年にはサンクトペテルスブルク造幣局がこの敷地内にあったなど、歴史的な場所である。

## 合併
2012年に次の２つの大学と合併して、サンクトペテルブルク国立経済大学となっている。
- サンクトペテルブルク・サービス業務・経済大学 (Saint Petersburg State University of Service and Economics)
- サンクトペテルブルク工学・経済大学 (Saint Petersburg State University of Engineering)

## 卒業生
- チグラン・サルキシャン - アルメニアの首相
- スヴェトラーナ・メドヴェージェワ - 社会団体長、ドミートリー・メドヴェージェフ首相夫人
- アリフレド・コフ

など

## 参照項目
- サンクトペテルブルク国立経済大学
- 銀行橋